# Le Cinquième Règne
Le Cinquième Règne est un roman fantastique écrit par Maxime Chattam, sous son second pseudonyme, Maxime Williams.

## Synopsis
Ils auraient dû se méfier.
Respecter le couvre-feu instauré depuis le meurtre du jeune Tommy Harper, retrouvé étranglé près de la voie ferrée.
Reposer ce vieux grimoire tant qu'il était encore temps.
Et surtout... ne pas en tourner les pages.
À présent, Sean le rêveur et sa bande vont devoir affronter le mal absolu : à Edgecombe, petite ville tranquille de Nouvelle-Angleterre, les éléments se déchaînent, de nouveaux adolescents disparaissent, et de mystérieux hommes au charisme effrayant font leur apparition...
Et si ce livre maudit détenait la clé du plus effroyable mystère de l'humanité ?

## Récompense
Cet ouvrage a reçu le prix du roman fantastique du festival de Gérardmer.